# Кенлі (Північна Кароліна)
Кенлі (англ. Kenly) — місто (англ. town) в США, в округах Джонстон і Вілсон штату Північна Кароліна. Населення — 1491 особа (2020).

## Географія
Кенлі розташоване за координатами 35°35′57″ пн. ш. 78°7′40″ зх. д. / 35.59917° пн. ш. 78.12778° зх. д. (35.599053, -78.127646).  За даними Бюро перепису населення США в 2010 році місто мало площу 4,20 км², з яких 4,19 км² — суходіл та 0,01 км² — водойми.

## Демографія
Згідно з переписом 2010 року, у місті мешкало 1339 осіб у 569 домогосподарствах у складі 333 родин. Густота населення становила 319 осіб/км².  Було 703 помешкання (168/км²).
Расовий склад населення:
| - 58,5 % — білих - 35,3 % — чорних або афроамериканців - 0,7 % — корінних американців - 0,7 % — азіатів - 4,1 % — осіб інших рас |

До двох чи більше рас належало 0,8 %. Частка іспаномовних становила 8,1 % від усіх жителів.
За віковим діапазоном населення розподілялося таким чином: 23,7 % — особи молодші 18 років, 60,1 % — особи у віці 18—64 років, 16,2 % — особи у віці 65 років та старші. Медіана віку мешканця становила 41,0 року. На 100 осіб жіночої статі у місті припадало 89,9 чоловіків;  на 100 жінок у віці від 18 років та старших — 84,0 чоловіків також старших 18 років.
Середній дохід на одне домашнє господарство  становив 37 223 долари США (медіана — 27 857), а середній дохід на одну сім'ю — 42 503 долари (медіана — 30 160). Медіана доходів становила 29 342 долари для чоловіків та 40 250 доларів для жінок. За межею бідності перебувало 31,3 % осіб, у тому числі 38,5 % дітей у віці до 18 років та 13,5 % осіб у віці 65 років та старших.
Цивільне працевлаштоване населення становило 631 особа. Основні галузі зайнятості: роздрібна торгівля — 24,7 %, освіта, охорона здоров'я та соціальна допомога — 15,1 %, мистецтво, розваги та відпочинок — 13,8 %.